# Werner Mölders
Werner Mölders (Gelsenkirchen, 18 marzo 1913 – Breslavia, 22 novembre 1941) è stato un militare e aviatore tedesco che prestò servizio nella Luftwaffe durante la seconda guerra mondiale.
Asso dell'aviazione già durante la guerra civile spagnola, è stato il primo pilota nella storia dell'aviazione a raggiungere le 100 vittorie aeree. Fu anche determinante nello sviluppo di nuove tattiche di caccia, sviluppando insieme ad altri piloti tedeschi la cosiddetta formazione Rotte-Schwarm (o "quattro dita") che si sarebbe dimostrata superiore ad ogni altra durante la seconda guerra mondiale.

## Biografia

### Infanzia e inizi di carriera
Mölders nacque il 18 marzo 1913 a Gelsenkirchen dal padre Viktor, insegnante, e dalla madre Annemarie Riedel. Era il terzo di quattro figli, con una sorella, Annemarie, e un fratello, Hans, nati prima di lui e un altro fratello, Victor, più giovane. Dopo che suo padre, sottotenente della riserva nel 145º reggimento fanteria, fu ucciso il 2 marzo 1915 nelle Argonne durante la prima guerra mondiale, la madre spostò la famiglia nella casa dei suoi genitori a Brandeburgo sulla Havel.
In questa città Mölders trovò una nuova figura paterna nel cappellano Erich Klawitter, che instillò in lui un senso di religiosità. Dal 1919 al 1931 frequentò prima la scuola elementare e poi l'equivalente del ginnasio italiano. Ebbe così modo di apprezzare gli sport acquatici, in particolar modo il canottaggio, tanto che entrò a far parte di due club di questo sport riuscendo pure a vincere una regata. Fu anche membro del Bund Neudeutschland in der katholischen Jugendbewegung, un'associazione cattolica. Nel 1931 conseguì l'Abitur e decise di diventare ufficiale nelle forze armate.
Mölders entrò nel 2º battaglione del 2º reggimento fanteria del Reichswehr stanziato ad Allenstein il 1º aprile 1931, in qualità di cadetto. Dopo aver terminato gli studi di base nell'ottobre 1932, venne trasferito alla scuola ufficiali di Dresda. Il 1º giugno 1933 finì positivamente l'addestramento e fu spostato al 1º battaglione del genio prussiano (sempre 2º reggimento fanteria) presso la scuola di Monaco di Baviera. In questi anni fece domanda per prendere lezioni di volo ma fu dichiarato inabile a tale compito; non contento ripresentò la domanda che stavolta venne accettata ma sottoposta a particolari condizioni.
Fu così che Mölders iniziò la pratica del pilotaggio di aerei nella Deutsche Verkehrsfliegerschule di Cottbus, rimanendovi dal 6 febbraio al 31 dicembre 1934. Il 1º marzo nel frattempo divenne sottotenente e fu assegnato alla Luftwaffe, e durante il corso dovette impegnarsi notevolmente per sconfiggere nausea e vomito che non gli impedirono in ogni caso di finire l'addestramento con il voto più alto di tutti i suoi compagni di classe. La seconda fase per diventare pilota Mölders la trascorse dal 1º gennaio al 30 giugno 1935 presso la scuola di combattimento aereo di Tutow e alla scuola per piloti di aerei da caccia (Jagdfliegerschule) di Schleißheim.
Il 1º luglio 1935 il sottotenente Mölders diventò parte del 1º gruppo del 162º Stormo caccia (I/JG 162); il 7 marzo 1936 il suo gruppo divenne la prima unità ad atterrare a Düsseldorf dopo essere partito da Lippstadt. A Düsseldorf conobbe Luise Baldauf che sposò qualche anno dopo, poco prima di morire. Il giorno del compleanno di Adolf Hitler, il 20 aprile, furono elargite numerose promozioni tra cui la nomina di Mölders a tenente, contemporaneamente al nuovo incarico di capo della squadriglia da addestramento del 2º gruppo del Jagdgeschwader 134 (II/JG 134), stormo agli ordini del maggiore Theodor Osterkamp da cui Mölders imparò molto. Il 15 marzo 1937 arrivò per lui l'avanzamento a capo della 1ª squadriglia del 334º stormo caccia (1/JG 334) e funse da istruttore a Wiesbaden.

### In Spagna con la Legione Condor
Nel 1936 Hitler inviò in Spagna la Legione Condor, formata da unità della Luftwaffe, per sostenere il nazionalista Francisco Franco nella guerra civile. Mölders si fece volontariamente avanti e arrivò via mare a Cadice il 14 aprile 1938 per essere assegnato alla 3ª squadriglia dell'88º gruppo caccia (J/88) del tenente Adolf Galland. L'unità era equipaggiata inizialmente con i biplani Heinkel He 51 e in seguito con i monoplani Messerschmitt Bf 109 B-2. Mölders assunse il comando dello squadrone il 24 maggio, quando Galland tornò in Germania. Il suo primo abbattimento, un Polikarpov I-15, avvenne il 15 luglio vicino Algar. Per la fine dell'anno Mölders diventò il miglior asso della Legione Condor con 15 aerei abbattuti: 2 Polikarpov I-15, 12 Polikarpov I-16 (uno di questi, quello reclamato il 23 settembre 1938, non è confermato) e un Tupolev ANT-40.

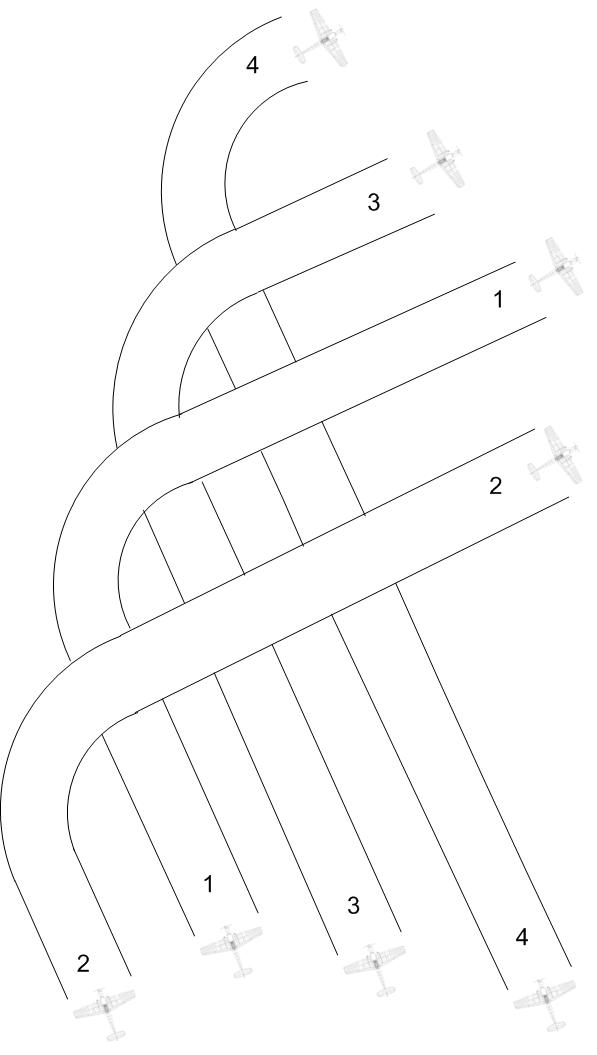
Formazione a sciame (schwarm) e cambio di direzione incrociato

In considerazione del suo talento e dei suoi successi, Mölders fu promosso capitano il 18 ottobre 1938 e ritornò in patria il 5 dicembre. Dal giorno dopo fino al marzo 1939 prestò servizio nel I/JG 133 (stormo che cambierà successivamente nome in Jagdgeschwader 53 Asso di picche) con il compito affidatogli dal Ministero dell'aria di pensare a nuove tattiche di caccia. Nel marzo 1939 succedette a Hubertus von Bonin alla guida della 1/JG 133.
L'attività spagnola valse a Mölders la Medalla de la Campaña e la Medalla Militar (decorazioni spagnole, ricevute il 4 maggio 1939) e la Croce spagnola in oro con spade e diamanti (decorazione tedesca, ricevuta il 6 giugno 1939). Hitler volle celebrare i migliori soldati tedeschi ritornati dalla Spagna con un banchetto imbandito nella Cancelleria del Reich, e ovviamente Mölders fu invitato; prese posto vicino al General der Flieger Hugo Sperrle e ad altri ufficiali tedeschi e spagnoli.

#### Contributi alla tattica
Insieme ad altri colleghi, durante la sua permanenza in Spagna Mölders sviluppò la cosiddetta formazione delle quattro dita. Tale innovazione aumentò la flessibilità e le manovre possibili delle piccole sezioni aeree (schwarm) tedesche, rafforzando inoltre la protezione reciproca ed incentivando l'iniziativa individuale. La quattro dita prevedeva che gli aerei si disponessero appunto come le dita di una mano aperta (escluso il pollice).
Mölders è anche spesso designato come l'inventore del cambio di direzione incrociato. Una prima versione della manovra era comunque presente in un manuale della Royal Air Force (RAF) datato 1922, ma la formazione a "V" con cui si era sperimentata rendeva difficili le manovre a causa della limitata distanza (30 m) tra gli aerei. L'ampia distanza tenuta invece dai piloti tedeschi in Spagna richiedeva a volte cambi di direzione simultanei per rimanere in formazione: proprio quello che portò il cambio di direzione incrociato.

### Seconda guerra mondiale

#### Finta guerra e campagna di Francia
Il 1º settembre 1939 iniziò la seconda guerra mondiale, mentre lo squadrone di Mölders si trovava al confine occidentale tedesco. Una settimana dopo, mentre era in volo, l'aereo di Mölders ebbe un guasto al motore che costrinse il pilota a lanciarsi con il paracadute, ma nell'atterraggio Mölders riportò un trauma alla schiena che lo tenne fuori gioco fino al 19 settembre. Il giorno dopo tornò a volare, e con successo, dato che abbatté un Curtiss P-36 Hawk sopra la Vaalserberg meritandosi per questo la Croce di Ferro di 2ª classe.
Egli descrisse così la sua prima vittoria nella seconda guerra mondiale:
Il 26 settembre 1939 fu disposta la riorganizzazione del JG 53 per aggiungere un nuovo gruppo (il III). Mölders lasciò il comando della 1/JG 53 al tenente Hans-Karl Mayer e si impegnò a formare il III gruppo di cui diverrà capo; passate due settimane 40 piloti e 48 aerei furono da lui giudicati pronti per il volo.
Il 22 dicembre Mölders e altri suoi tre commilitoni del III/JG 53 ingaggiarono tre Hawker Hurricane sopra il fiume Saar, tra Metz e Thionville, intenti ad intercettare un altro aereo. Mölders e Hans von Hahn riuscirono a far precipitare i sergenti R. M. Perry e J. Winn diventando così i primi aviatori tedeschi a riportare un successo contro un Hurricane. Mölders si ripeté il 2 aprile ai danni del tenente C. D. Palmer del 1º squadrone RAF (che riuscì a paracadutarsi prima dello schianto) e il 20 aprile, stavolta distruggendo un P-36 Hawk ad est di Saarbrücken.
Prima dell'inizio della campagna di Francia, cioè il 10 maggio 1940, il conto di aerei abbattuti da Mölders al fronte occidentale era salito a nove (un Bristol Blenheim, due P-36 Hawk, due Morane-Saulnier MS.406 e un Hurricane). Il 14 maggio, mentre stava andando contro un gruppo di bombardieri nell'ambito della battaglia di Sedan, fu abbattuto ma riuscì a paracadutarsi senza conseguenze. Conseguì comunque la 19ª e 20ª vittoria il 27 maggio su altri due P-36 Hawk 15 km a sud-ovest di Amiens. In seguito divenne il primo pilota di caccia a meritarsi la Croce di Cavaliere e il 29 maggio 1940 fu menzionato nel Wehrmachtbericht, il rapporto giornaliero emanato dalla Wehrmacht.
Il 5 giugno 1940, nella sua 133ª missione di guerra, l'aereo di Mölders fu nuovamente e gravemente colpito vicino Compiègne alle 18:40 circa dal sottotenente René Pomier-Layrargues, pilota di un Dewoitine D.520. Mölders si salvò ma venne catturato a terra, anche se tre settimane dopo fu liberato a causa della resa francese. Durante la prigionia Mölders chiese di poter complimentarsi con il pilota che lo aveva abbattuto ma venne a sapere che René Pomier-Layrargues era rimasto ucciso mezz'ora dopo l'evento. La prigione all'inizio fu dura (gli venne persino rubata la Croce di Cavaliere) ma il capitano francese Giron intervenne in suo aiuto trovando e restituendogli la decorazione nonché concedendogli alcuni agi. In seguito un tribunale tedesco processò un soldato francese, preso prigioniero e accusato di aver picchiato Mölders mentre era suo guardiano, condannandolo a morte, ma il pilota della Luftwaffe chiese clemenza e Hermann Göring esaudì il suo desiderio.

#### Lo scontro con la RAF

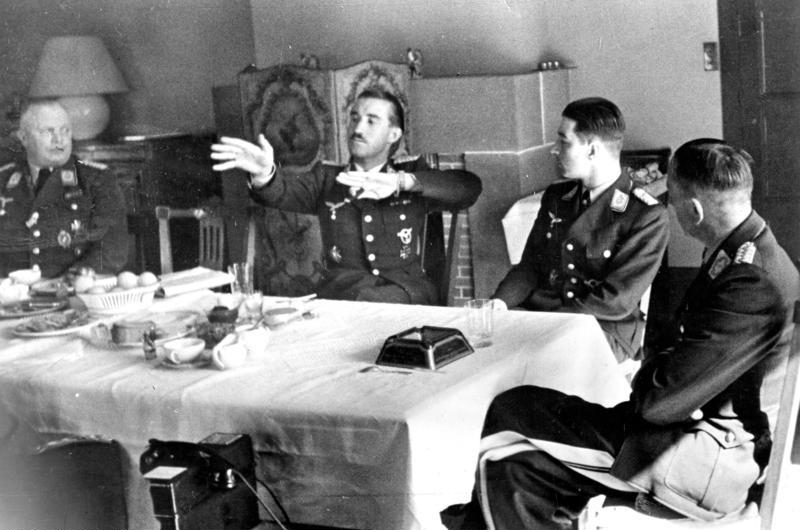
15 aprile 1941: festa di compleanno di Theodor Osterkamp a Le Touquet-Paris-Plage. Da sinistra a destra si riconoscono il maggiore Wenzel (gregario di Mölders), Adolf Galland (intento a descrivere un suo dogfight), Werner Mölders e Theodor Osterkamp

Tornato in Germania, Mölders ottenne la promozione a maggiore il 19 luglio 1940 e assunse il giorno seguente il comando del Jagdgeschwader 51 al posto del Generalmajor Theodor Osterkamp. In questa nuova veste Mölders ebbe il suo primo scontro il 28 luglio, quando attaccò lo Spitfire del 41º squadrone RAF ai cui comandi stava il tenente A. D. J. Lovell. Secondo la "leggenda" Mölders fu colpito in un dogfight nei cieli di Dover dall'asso sudafricano Adolph Malan, che lo ferì al piede sinistro, nella parte inferiore della gamba e al ginocchio; a quel punto il tenente tedesco Richard Leppla avrebbe allontanato Malan permettendo così a Mölders di effettuare un atterraggio d'emergenza a Wissant. Ulteriori ricerche hanno invece stabilito che Mölders venne ferito dalle armi dello Spitfire pilotato dal tenente J. L. Webster (che morirà in azione il 5 settembre 1940) inquadrato nel 41º squadrone. In ogni caso l'incidente, anche se non particolarmente grave, costò a Mölders un mese di inattività durante il quale il JG 51 fu nuovamente guidato da Osterkamp. Il 7 agosto 1940 Mölders ritornò al suo posto, contro il parere dei medici, per partecipare al cosiddetto Adlertag, il grande attacco aereo contro il Regno Unito.

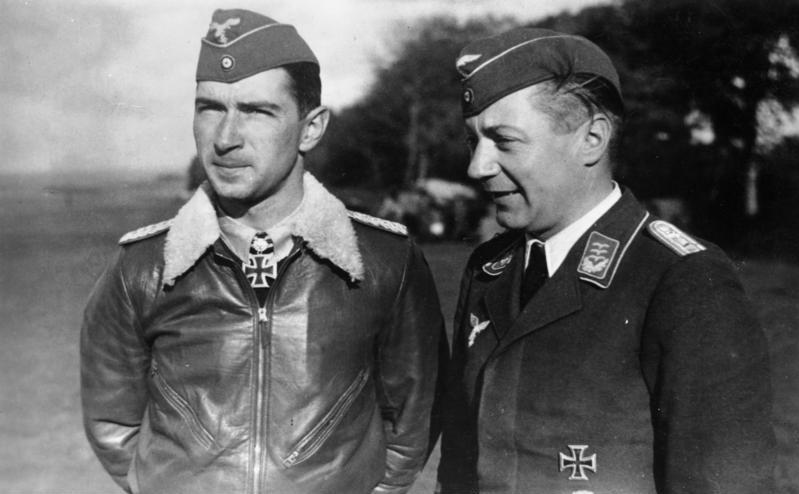
Mölders con Arthur Laumann nel settembre 1940

Le prime due missioni dopo la convalescenza l'asso tedesco le effettuò il 28 agosto 1940, perdendo il suo gregario Kircheis, abbattuto e catturato, che venne rimpiazzato dal tenente Georg Claus. Mölders reclamò due Hurricane il 31 agosto meritandosi una nuova citazione nel rapporto quotidiano della Wehrmacht ma dovette subire la perdita del fratello, tenente pilota a capo del 2/JG 51, catturato il 5 ottobre 1940. Il 20 settembre comunque il record di Mölders era salito di due unità (toccando quota 40) grazie agli Spitfire del 92º squadrone RAF pilotati dal sergente Eyles e dal sottotenente Hill, entrambi periti durante lo scontro. Nessuno aveva all'attivo tante vittorie come lui, così gli furono concesse, il 23 settembre, le fronde di quercia che andarono ad impreziosire la Croce di Cavaliere. Inoltre, dopo la cerimonia, Göring lo invitò nella sua tenuta di caccia nella foresta di Romincka.
Mölders ritornò alla sua unità alla fine di settembre e continuò a conseguire successi. L'11 ottobre segnò infatti la 43ª vittoria contro uno Spitfire del 66º Squadrone in cui volava il sottotenente J. H. T. Pickering, che si salvò, ferito sopra Canterbury, con il paracadute; il 12 ottobre le vittorie aumentarono a 51 a discapito di tre Hurricane e con il risultato della promozione a tenente colonnello arrivata il 25 ottobre. Mentre Mölders era costretto a letto da una forte influenza il gregario Georg Claus perse la vita sopra il Tamigi e il 1º dicembre arrivò la 55ª e ultima vittoria del 1940.
A questo punto arrivò per lui un periodo di relax trascorso a sciare nel Vorarlberg, quindi ricominciarono i voli di guerra per tutto l'inizio del 1941 insieme al nuovo gregario Hartmann Grasser. Quando il JG 51 fu richiamato in Francia visto il fallimento della battaglia d'Inghilterra, il 26 febbraio 1941, Mölders aveva sulle spalle 68 vittorie e 238 missioni, partecipando a combattimenti in 70 di queste.

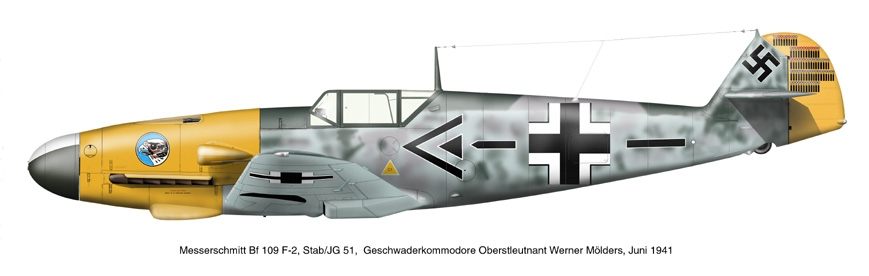
Il Bf 109 F-2 del Geschwaderkommodore Oberstleutnant Werner Mölders, giugno 1941

#### Al fronte orientale

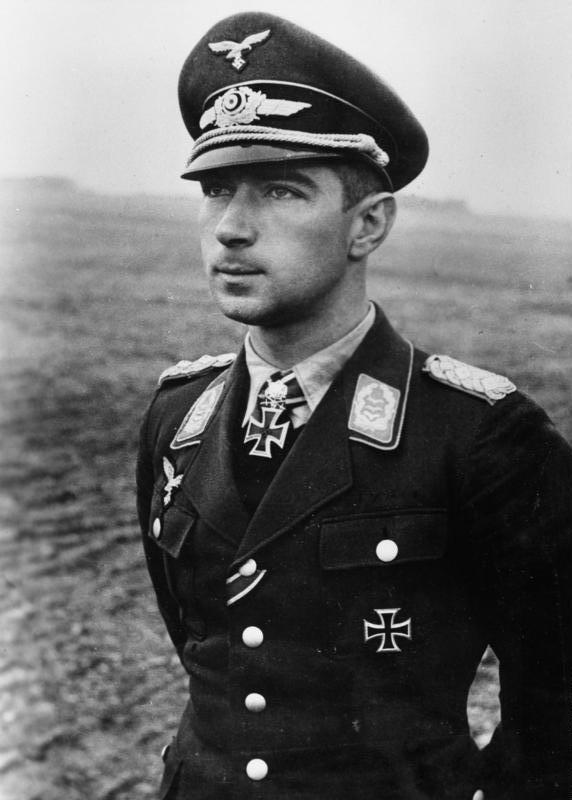
Werner Mölders con i gradi da colonnello

Nel giugno 1941 il JG 51, così come la maggior parte della Luftwaffe, fu inviato al Fronte orientale per supportare l'Operazione Barbarossa, l'invasione dell'Unione Sovietica. Già il primo giorno delle operazioni, il 22 giugno, Mölders abbatté tre Tupolev ANT-40 e un P-36 Hawk, meritandosi così (secondo tra tutti i militari della Wehrmacht, dopo Galland) le spade con cui ornare la Croce di Cavaliere con Fronde di Quercia. La decorazione gli venne attribuita da Hitler in persona il 3 luglio nella cosiddetta Wolfsschanze situata nell'attuale Kętrzyn. Il 30 giugno nel frattempo era diventato il pilota da caccia con il più alto numero di vittorie di tutta la storia aeronautica dopo aver distrutto cinque bombardieri sovietici facendo dunque salire il record a 82, due in più rispetto a quello detenuto fino a quel momento dall'asso della prima guerra mondiale Manfred von Richthofen.
Il 12 luglio il Jagdgeschwader 51, sotto la guida di Mölders, aveva già provocato alla VVS 500 perdite a fronte di soli tre piloti morti. Lo stesso giorno tra l'altro il capitano Leppla segnò la 1200ª vittoria dello stormo. Tre giorni dopo Mölders festeggiò con una manovra acrobatica eseguita sopra il suo aeroporto il 100º e 101º successo che gli valsero i diamanti (anch'essi conferitigli da Hitler) da aggiungere alla Croce di Cavaliere con Fronde di Quercia e Spade, primo dei soli altri 26 militari decorati con tale alto riconoscimento. È curioso sapere che i diamanti vennero introdotti ufficialmente solo il 28 settembre 1941, cioè più di due mesi dopo che vennero conferiti a Mölders, colonnello già dal 20 luglio con divieto di intraprendere altre azioni di guerra per motivi di propaganda. Lasciato il comando del JG 51 al maggiore Friedrich Beckh si trasferì al Ministero dell'aeronautica fino al 6 agosto 1941. Il giorno dopo venne nominato Inspekteur der Jagdflieger (Ispettore dei reparti caccia).

#### Ispettore dei caccia
Il ventottenne colonnello ritornò al Fronte orientale nel settembre 1941 e subito impostò il suo ufficio all'aeroporto di Chaplinka, da dove volò con un Fieseler Fi 156 verso i vari reparti caccia e da cui diresse alcune operazioni di guerra.
Mölders a volte eseguì qualche missione non ufficiale e impartì ordini alla sua vecchia unità, il JG 51, per alcuni mesi. Il 9 agosto 1941 ad esempio mostrò al capitano Herbert Kaiser come distruggere una formazione di Šturmovik. Kaiser disse in seguito che Mölders si avvicinò di lato, non visto, all'ultimo dei sei aerei nemici, quindi si posizionò velocemente più in alto e attaccò la cabina da un angolo di circa 30°. Lo Šturmovik prese subito fuoco e si schiantò al suolo. "Hai visto come si fa?" - disse Mölders a Kaiser - "bene, ora il prossimo è tuo". Kaiser eseguì la stessa manovra e un altro aereo sovietico cadde in fiamme. "Prova ancora" lo incoraggiò Mölders: cadde anche un terzo Šturmovik e Kaiser segnò la sua 24ª vittoria. Il tutto non occupò più di 12 minuti. Il record di Mölders però non salì dato che ufficialmente gli era stato vietato di intraprendere combattimenti aerei. Nei successivi due mesi circolarono voci che parlavano di 30 aerei sovietici abbattuti dal colonnello Mölders, anche se solo 6 ne sono menzionati nel suo diario personale.

#### L'incidente fatale

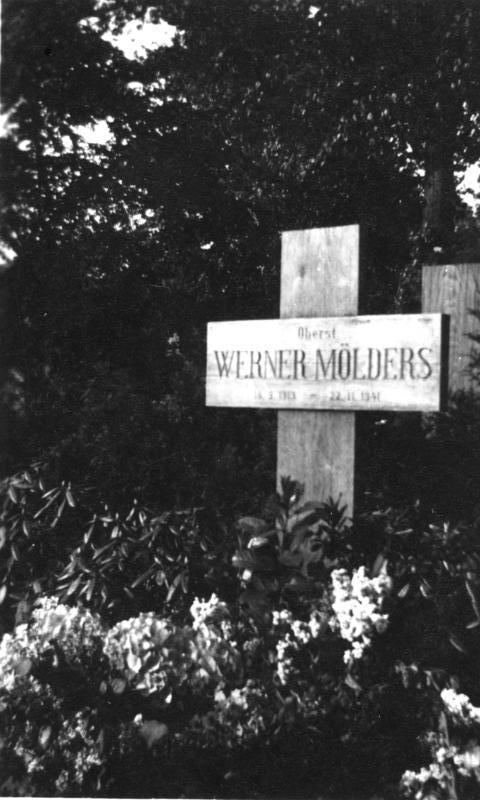
Il luogo di sepoltura originale

Il 22 novembre 1941 Mölders stava viaggiando come passeggero, insieme al suo aiutante di campo maggiore Paul Wenzel, su un Heinkel He 111 del Kampfgeschwader 27 (27º stormo bombardieri) verso la Germania per partecipare al funerale del suo superiore Ernst Udet, morto suicida. Un forte temporale costrinse il pilota ad atterrare a Breslavia ma l'aereo si schiantò nella manovra. Mölders si ruppe la schiena e ebbe la gabbia toracica schiacciata, il pilota e un altro membro dell'equipaggio persero la vita. Indagini sull'incidente indicarono che Mölders avrebbe potuto salvarsi se avesse allacciato le cinture di sicurezza.
In suo onore fu celebrato un funerale di Stato a Berlino il 28 novembre 1941. La sua salma fu esposta al Ministero dell'aria e la sua guardia d'onore fu composta dai famosi assi dell'aviazione Johann Schalk, Günther Lützow, Walter Oesau, Joachim Müncheberg, Adolf Galland, Wolfgang Falck, Herbert Kaminski e Karl-Gottfried Nordmann. Mölders fu sepolto vicino a Udet e Manfred von Richthofen nel cimitero degli invalidi (Invalidenfriedhof) di Berlino. I cannoni 8,8 cm FlaK del Tiergarten spararono una salva per salutarlo e Göring spese parole di elogio.

## Carattere e vita privata
(Günther Rall)
Mölders era famoso per il suo carattere forte. I suoi uomini lo chiamavano "Vati", papà, per la grande attenzione che mostrava nei loro confronti. Era anche un uomo religioso e ordinò che tutti i prigionieri sotto il suo comando fossero trattati umanamente, a volte invitò persino qualcuno di loro a cena.
Sposò Luise Baldauf Thurner, vedova di un amico ucciso in azione, il 13 settembre 1941. La cerimonia fu celebrata da Erich Klawitter, il suo mentore d'infanzia, a Falkenstein e i testimoni furono il sottotenente Erwin Fleig e il tenente Hartmann Grasser. Dal matrimonio nacque, dopo la morte di Mölders, una bambina di nome Verena.

## Conseguenze della morte
Al Jagdgeschwader 51, l'unità comandata da Werner Mölders, fu dato l'appellativo Mölders solamente un'ora dopo la sua morte e ai suoi membri fu permesso di portare una fascetta recante il cognome del loro ex comandante.
La scomparsa dell'asso della Luftwaffe fu utilizzata anche dalle agenzie di spionaggio inglesi per spargere confusione nella Germania: alcuni aerei sganciarono centinaia di volantini in cui si faceva cenno ad una lettera scritta da Mölders al prevosto di Schwerin che parlava della sua ferma adesione al cattolicesimo e della speranza che molti nazisti si convertissero alla sua fede. La lettera non passò inosservata al ministro della propaganda del Terzo Reich, Joseph Goebbels, il quale era convinto che qualcuno all'interno della Chiesa cattolica avesse scritto e distribuito la lettera. Hitler stesso mise una ricompensa di 100.000 Reichsmark per chi avesse aiutato a scoprire i mandanti di tale grave atto. Nonostante i numerosi tentativi di nascondere i volantini, molte persone lessero e si passarono il messaggio scritto dagli inglesi.

### Onori post-guerra

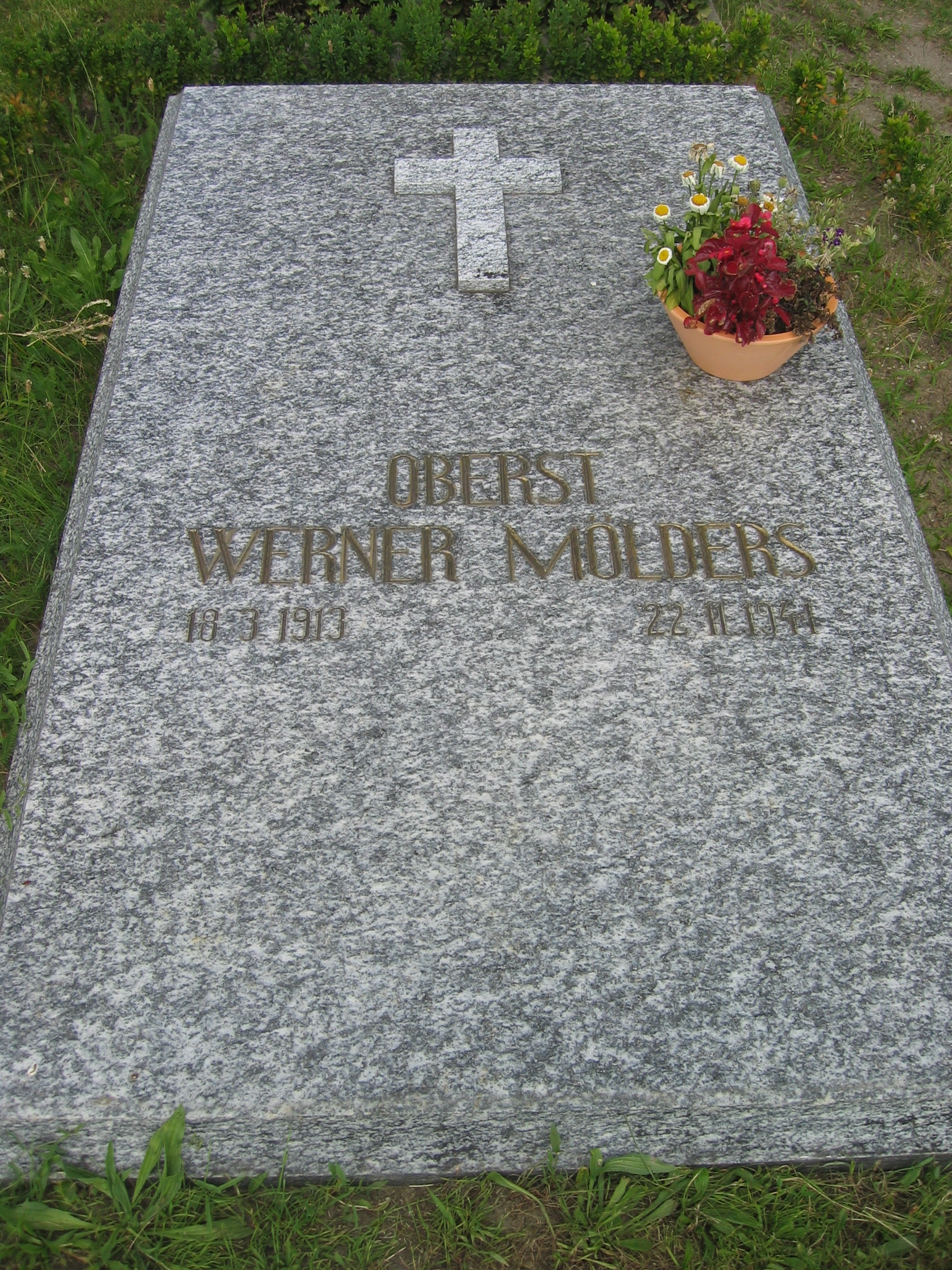
L'attuale tomba

La guerra fredda fece ricadere l'Invalidenfriedhof nella Berlino Est e tutte le tombe furono traslate nel 1975. Dopo la riunificazione del 1990 la tomba di Mölders fu ricostruita dai suoi ex amici e dal responsabile della St-Hedwigs-Kathedrale, Heribert Rosal. La cerimonia fu presieduta da invitati statunitensi, inglesi, austriaci, spagnoli e ungheresi.
Il 13 aprile 1968 un cacciatorpediniere della Bundesmarine fu battezzato Mölders a Bath (Maine) (rimasto in servizio fino al 2003 prima di passare a nave-museo a Wilhelmshaven). Il 9 novembre 1972, la caserma di un battaglione del 34º reggimento trasmissioni del Bundeswehr, situata a Visselhövede, fu intitolata a Mölders. Infine, il Jagdgeschwader 74 di Neuburg an der Donau ricevette anch'esso la denominazione "Mölders" nel 1973 per decisione dell'asso dell'aviazione, nonché Generalleutnant, Günther Rall.

### Critiche alla sua attività
La carriera e l'eredità lasciata da Mölders offrono un esempio della difficoltà di porre in evidenza gli eroi tedeschi della seconda guerra mondiale nella Germania post-nazista. Nel 1998, in occasione del 61º anniversario del bombardamento di Guernica, il parlamento tedesco fece sapere che gli ex membri della Legione Condor, quindi anche Mölders, non dovevano più essere onorati. Nel 2005 il Ministero della difesa tedesco rimosse il nome "Mölders" dal JG 74, decisione confermata l'11 marzo dal ministro Peter Struck.
I contrari a questa politica protestarono affermando che Mölders fu inviato in Spagna quasi un anno dopo la catastrofe di Guernica e portarono a difesa dell'ex pilota il suo atteggiamento equivoco nei confronti del nazismo e invece inequivocabile verso il cattolicesimo, come dimostrò il suo matrimonio; inoltre, Mölders da giovane era membro di un'associazione cattolica, osteggiata dalla legge e dal Völkischer Beobachter (il quotidiano ufficiale del partito nazista), in cui tra l'altro ricoprì incarichi attivi dal 1929 al 1931. Nonostante queste argomentazioni e le prese di posizione di alte personalità come Horst Seehofer, Jörg Kuebart e Günther Rall, l'ufficio storico dell'esercito affermò che l'appartenenza all'associazione non dimostrava l'estraneità di Mölders al partito di Hitler, salvo poi ritrattare e dire che fu possibile il contrario. Tuttavia, restò in vigore la prima decisione.
Mölders si sarebbe tenuto anche in contatto con il vescovo Clemens August von Galen, fervente antinazista. Secondo quanto riportato nel diario di Heinrich Portmann, segretario di von Galen, l'asso dell'aviazione avrebbe pensato di riconsegnare tutte le sue decorazioni se le accuse di eutanasia verso i malati mentali avanzate da von Galen contro il regime si fossero dimostrate vere; nello stesso diario è scritto anche che Hitler, quando consegnò la Croce di Cavaliere con Fronde di Quercia, Spade e Diamanti a Mölders, gli chiese se avesse bisogno di qualcosa in particolare, al che egli rispose di smettere di perseguire il vescovo di Münster (von Galen, per l'appunto), e Hitler rispose che non gli sarebbe capitato nulla. L'ufficio storico dell'esercito dichiarò queste ricostruzioni fasulle, ma rivedette nuovamente le sue posizioni il 28 giugno 2007 concludendo che ci furono contatti tra Mölders e von Galen.
I sostenitori di Mölders hanno anche asserito che per lui l'amicizia contava più delle idee politiche. Secondo il fratello Viktor Mölders infatti, egli avrebbe salvato l'amico Georg Küch, di origine ebraica, dal campo di concentramento e lo avrebbe aiutato economicamente (permettendogli di vendere la farmacia del defunto padre, normalmente oggetto di confisca, senza problemi). Fino al tardo 1943 inoltre, Küch riuscì a non portare la stella gialla che lo indicava come ebreo ma alla fine fu deportato al campo di concentramento di Theresienstadt. Scampato assieme alla sorella alla morte, Küch ripeté varie volte che la sua famiglia doveva molto a Werner Mölders, ma l'ufficio storico dell'esercito giudicò "altamente speculativo" il fatto e non indagò oltre.